# Лютова, Анастасия Владимировна
Анастасия Владимировна Лютова (род. 23 апреля 1995 года, Юрга) — российская джазовая певица.

## Биография
Родилась 23 апреля 1995 года в г. Юрга Кемеровской области, в семье военного Владимира Николаевича Лютова и дирижёра-хоровика Светланы Геннадьевны Лютовой. В 4 года начала заниматься в музыкальной школе г. Бердска. Затем семья переехала в Ханты-Мансийск, где в 2010 году окончила музыкальную школу по классу фортепиано.
В 2013 году переехала в Москву. В 2017 году окончила РАМ имени Гнесиных по специальности «эстрадно-джазовый вокал» (педагог Раиса Саед-Шах), а в 2021 году там же с отличием окончила магистратуру.

## Карьера
Анастасия участвовала во многих конкурсах и фестивалях, как сольно, так и в составе коллективов.
С 2015 по 2019 год была солисткой джаз-бэнда Real Jam Band.
Сотрудничает с Государственным камерным оркестром джазовой музыки имени Олега Лундстрема. В 2018 году выступала в рамках официальной программы Международного дня джаза в Санкт-Петербурге, а также представляла Россию на международном фестивале Игоря Бутмана «Будущее джаза». Также сотрудничает с Mussorgsky Jazz Orchestra, с которым выступала на фестивале «Триумф джаза 2019»; с Даниилом Крамером и другими исполнителями.

## Лютый Бэнд
В марте 2016 года Анастасия основала коллектив «Лютый Бэнд», в состав которого вошли саксофонист Сергей Баулин, пианист Алексей Подымкин, контрабасист Владимир Кольцов-Крутов и барабанщик Павел Тимофеев.
Ансамбль принимал участие в фестивалях Jazz Voices (2016), «Очарование джаза» Анатолия Кролла (2017), «Джаз в саду Эрмитаж» (2017), «Джаз на Москве-реке» (2017), «Сахалин-Хоккайдо Джаз» (2018), XVI Ростовском международном джазовом фестивале (2019), Koktebel Jazz Party (2020); выступал на церемонии закрытия 42-го Московского международного кинофестиваля (2020).
С 2018 года «Лютый бэнд» выпустил несколько сонгбуков — программ-посвящений Джорджу Гершвину, Дюку Элдингтону, Антонио Карлосу Жобиму, Коулу Портеру, Хорасу Сильверу, Джерома Керну и другим.
В июле 2019 года на японском лейбле Venus Records вышел дебютный альбом Some like it jazz.
Джазовый обозреватель Кирилл Мошков высоко оценил данную работу: «Репертуар альбома весьма разнообразен — и моментами мне кажется, что, быть может, даже слишком разнообразен. На него попали фрагменты нескольких наработанных молодой певицей тематических программ, среди которых выделяются два утёса, два мощных пика — „Эллингтония“ и песни Джорджа Гершвина. Да, они (как и практически весь материал альбома) представлены не в шаблонных рыночных аранжировках: каждая из хрестоматийных, казалось бы, тем звучит в оригинальной, глубоко проработанной версии, и версии эти не „сняты“ с классических записей, а сделаны „от себя“ и немало добавляют к оригинальности творческого лица певицы и её бэнда».
В интервью электронному журналу о джазе JazzPeople.ru Анастасия Лютова рассказывала о стилистической структуре альбома Some like it jazz: «Лютый Бэнд и на своих концертах, и на альбоме Some like it jazz исполняет джазовый мейнстрим в собственных аранжировках. Большая часть – это композиции 30-50х годов XX века. Для джазовой музыки это довольно большой отрезок времени, который охватывает и свинг, и бибоп».
В настоящее время состав коллектива следующий:
- Анастасия Лютова — вокал
- Олег Грымов — тенор-саксофон
- Алексей Подымкин — фортепиано
- Владимир Кольцов-Крутов — контрабас
- Алексей Беккер — ударные

## Дискография

### Альбомы
- 2019 — «Some like it jazz»
- 2023 — «Jazzville»